# Xanthophyllum purpureum
Xanthophyllum purpureum är en jungfrulinsväxtart som beskrevs av Ridley. Xanthophyllum purpureum ingår i släktet Xanthophyllum och familjen jungfrulinsväxter. Inga underarter finns listade i Catalogue of Life.